# 姜四清
姜四清（1965年2月—），中华人民共和国政治人物，生于湖北省天门市，中国共产党籍。第十三届全国人民代表大会山西地区代表。

## 生平
2018年2月24日，当选为第十三届全国人大代表。曾担任山西省发改委主任、阳泉市委书记、朔州市委书记等职务，2024年12月离职。